# Henri Rancoule
Pour les articles homonymes, voir Rancoule.
Pas d'image ? Cliquez ici

a Compétitions nationales et continentales officielles uniquement.

b Matchs officiels uniquement.
Dernière mise à jour le 13 juillet 2015.
Henri Rancoule, né le 6 février 1933 à Bram (Aude) et mort le 15 mars 2021 à Lourdes (Hautes-Pyrénées), est un joueur de rugby à XV français. Il joue avec l'équipe de France et évolue au poste d'ailier (1,72 m pour 73 kg).
Il est hôtelier. Son fils Jean-Michel Rancoule devient joueur du FC Lourdes puis du Stade toulousain dans les années 1980.

## Carrière

### En club
- AS Bram[6]
- FC Lourdes
- RC Toulon
- Stadoceste tarbais
- US Carcassonne

### En équipe nationale
- Il a disputé son premier match avec l'équipe de France le 26 février 1955 contre l'équipe d'Angleterre[7], et son dernier le 22 avril 1962 contre l'équipe d'Italie[8].

## Palmarès

### En club
Avec le FC Lourdes :
- Championnat de France de première division :
  - Champion (3) : 1956, 1957 et 1958 (trop jeune, il ne joue pas la finale de 1953)
  - Vice-champion (1) : 1955
- Challenge Yves du Manoir :
  - Vainqueur (3) : 1953, 1954 et 1956

### En équipe nationale
Henri Rancoule a remporté cinq Tournois en 1955, en 1959, 1960, 1961 et en 1962.
En 1955, c'est la deuxième victoire de l'histoire de la France. 1959 est l'année de la première victoire non partagée. En 1960 et en 1961, c'est le Petit Chelem, une victoire sans défaite (trois matchs gagnés et un match nul). Il termine à la troisième place en 1958.
| Édition           | Rang | Résultats France | Résultats Rancoule | Matchs Rancoule |
| ----------------- | ---- | ---------------- | ------------------ | --------------- |
| Cinq Nations 1955 | 1    | 3 v, 0 n, 1 d    | 1 v, 0 n, 1 d      | 2/4             |
| Cinq Nations 1958 | 3    | 2 v, 0 n, 2 d    | 2 v, 0 n, 0 d      | 2/4             |
| Cinq Nations 1959 | 1    | 2 v, 1 n, 1 d    | 2 v, 0 n, 0 d      | 2/4             |
| Cinq Nations 1960 | 1    | 3 v, 1 n, 0 d    | 1 v, 0 n, 0 d      | 1/4             |
| Cinq Nations 1961 | 1    | 3 v, 1 n, 0 d    | 1 v, 1 n, 0 d      | 2/4             |
| Cinq Nations 1962 | 1    | 3 v, 0 n, 1 d    | 3 v, 0 n, 1 d      | 4/4             |

Légende : v = victoire ; n = match nul ; d = défaite ; la ligne est en gras quand il y a Grand Chelem.

## Statistiques en équipe nationale
De 1955 à 1962, Henri Rancoule dispute 27 matchs avec l'équipe de France au cours desquels il marque 8 essais (24 points). Il participe notamment à six Tournois des Cinq nations de 1955 à 1962. Il remporte cinq tournois sur six disputés. Il participe aux tournées en Afrique du Sud en 1958 et en Nouvelle-Zélande et en Australie en 1961.
Henri Rancoule débute en équipe nationale à 22 ans le 26 février 1955. Il joue au poste d'ailier jusqu'à l'année 1962, disputant 27 matchs en 8 saisons. 
- 27 sélections en équipe de France entre 1955 et 1962.
- Huit essais.
- Sélections par année : trois en 1955, cinq en 1958, trois en 1959, cinq en 1960, six en 1961, cinq en 1962
- Vainqueur du Tournoi des Cinq Nations : 1955 (ex- aequo avec le Pays de Galles), 1959, 1960 (ex- aequo avec l'Angleterre), 1961, 1962.
- Tournées en Afrique du Sud en 1958 (Springboks battus à Johannesbourg), en Argentine en 1960 et en Nouvelle-Zélande et Australie en 1961.